# 1947 ve fotografii
Tento článek popisuje významné události roku 1947 ve fotografii.

## Události
- 27. dubna – Robert Capa, Henri Cartier-Bresson, George Rodger, William Vandivert a David Seymour založili organizaci Magnum Photos,[1] která sdružovala nejlepší fotožurnalisty na světě a umožňovala fotografům plně kontrolovat autorská práva svých fotografií.

- Edward Steichen nahradil Beaumonta Newhalla v čele fotografického oddělení Muzea moderního umění (MoMA) v New Yorku, v USA. Ve funkci zůstal až do 1962 a v roce 1955 zorganizoval velkou výstavu Lidská rodina, které pak putovala po světě.

- Dennis Gabor vynalezl holografii pro zachycení trojrozměrné struktury. Prakticky však bude použita až roku 1960 s laserovou technikou.

## Ocenění

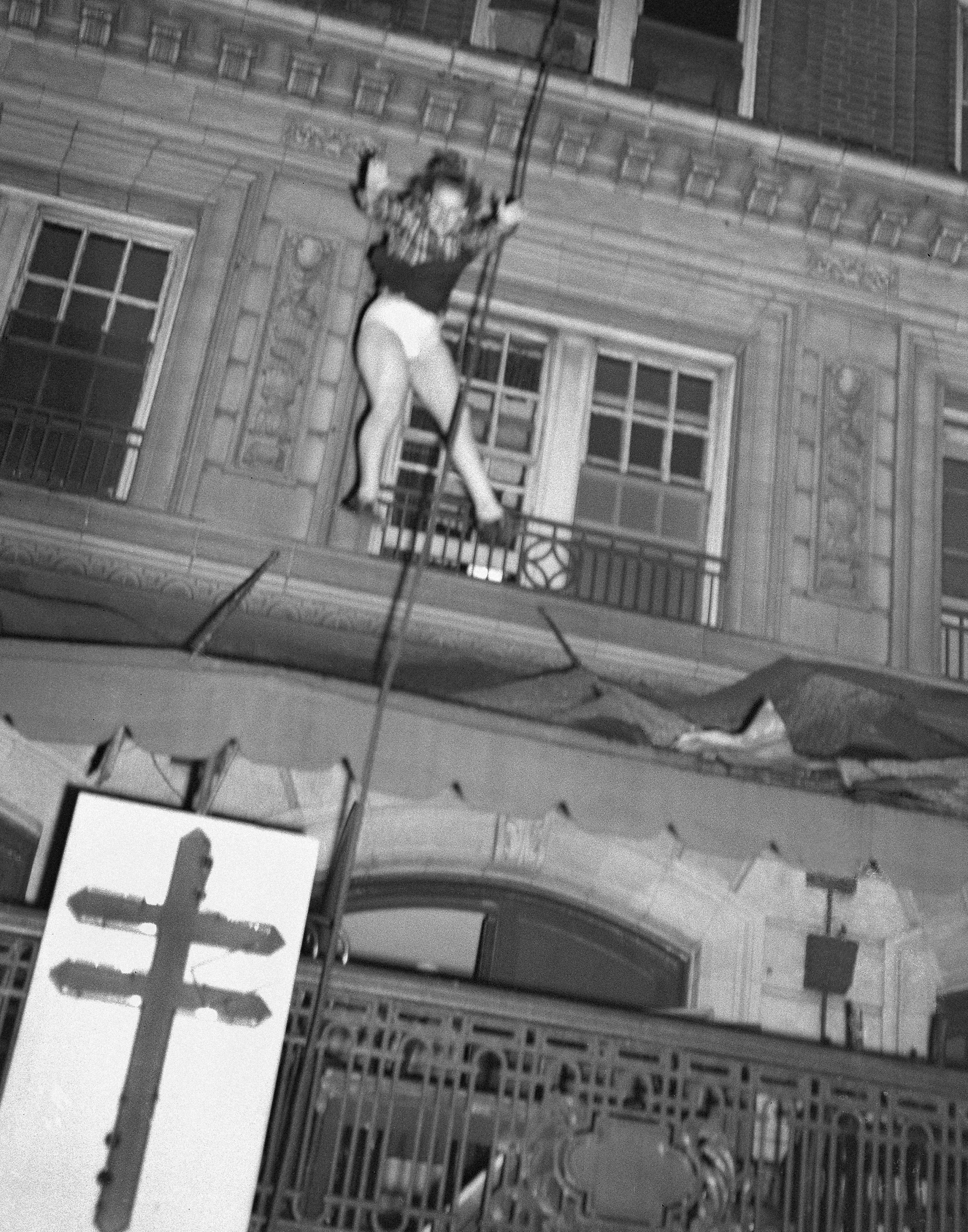
Arnold Hardy: fotografie ženy, která přežila skok z hořícího hotelu Winecoff, distribuovaný Associated Press, cena Pulitzer Prize for Photography

- Pulitzer Prize for Photography – Arnold Hardy, amatérský fotograf, Atlanta, za fotografii ženy, která přežila skok z hořícího hotelu Winecoff, distribuovaný Associated Press.)

## Významná výročí
- 1847 – Louis Désiré Blanquart-Evrard představil tisk na albuminový papír.
- 1847 – Niepce de St. Victor publikoval skleněné desky.
- 1847 – Angličan David Brewster vynalezl dvouokou stereokameru.

## Narození v roce 1947

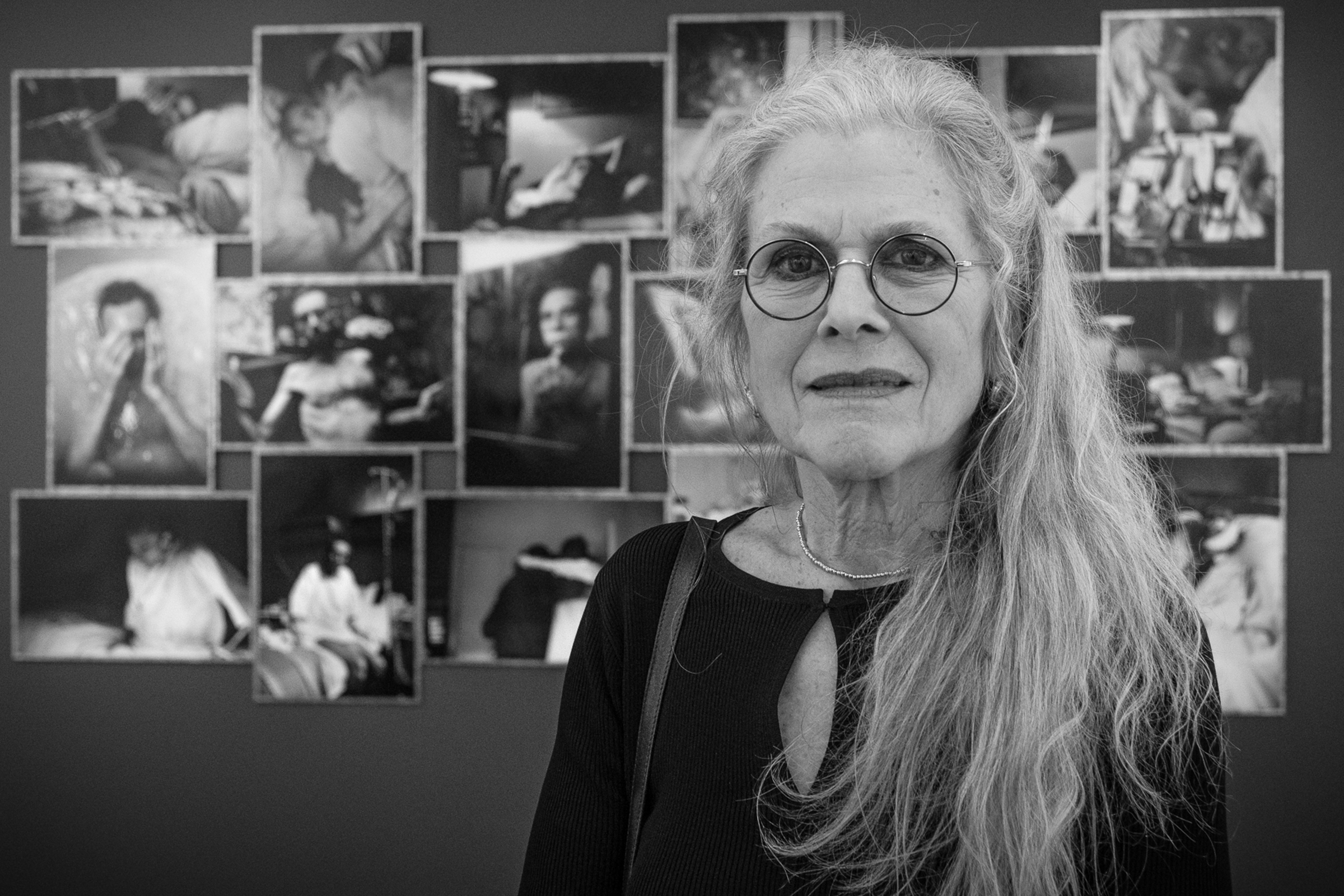
15. prosince se narodila Jane Evelyn Atwoodová, americká fotografka aktivní ve Francii

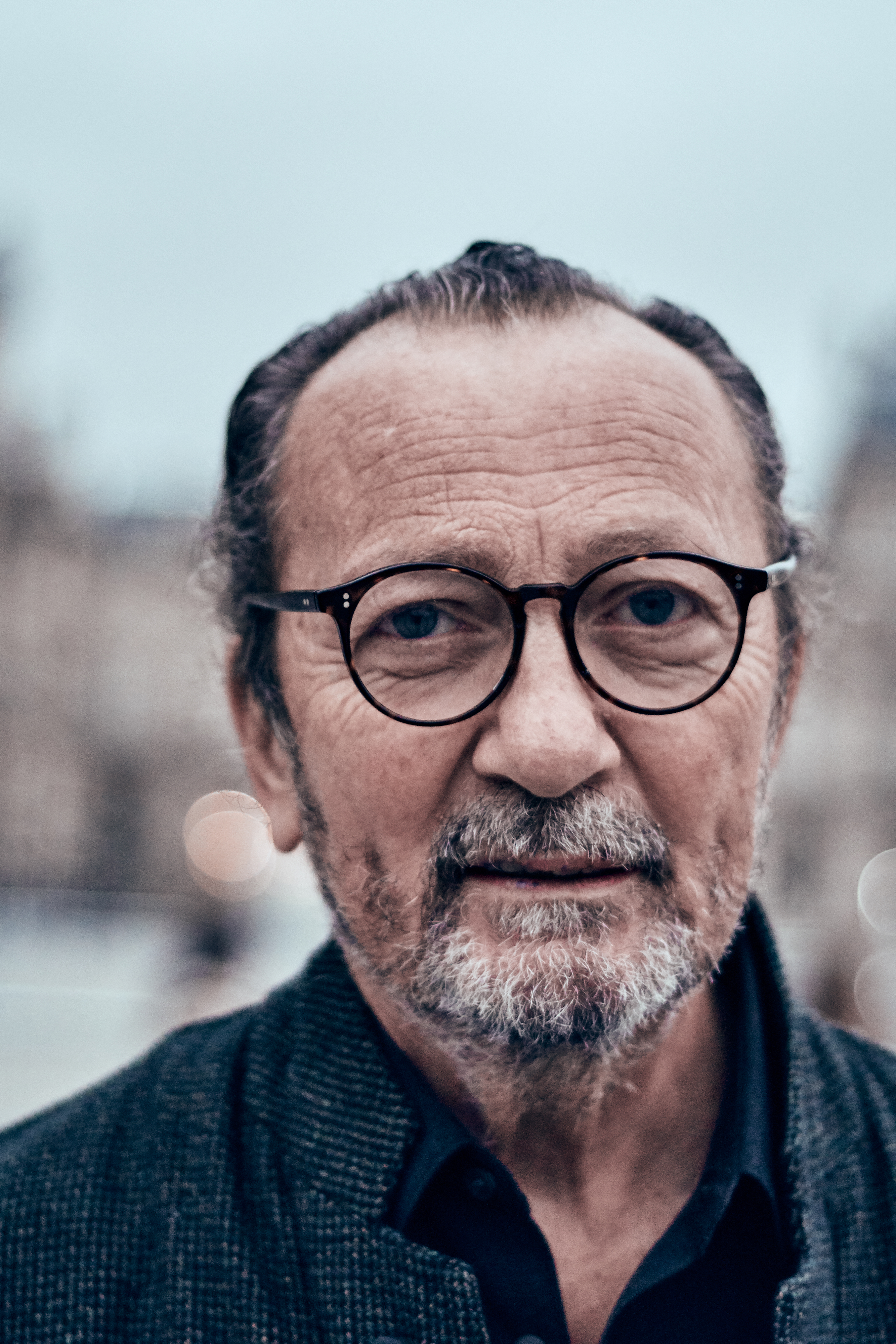
V září se narodil módní fotograf Paolo Roversi

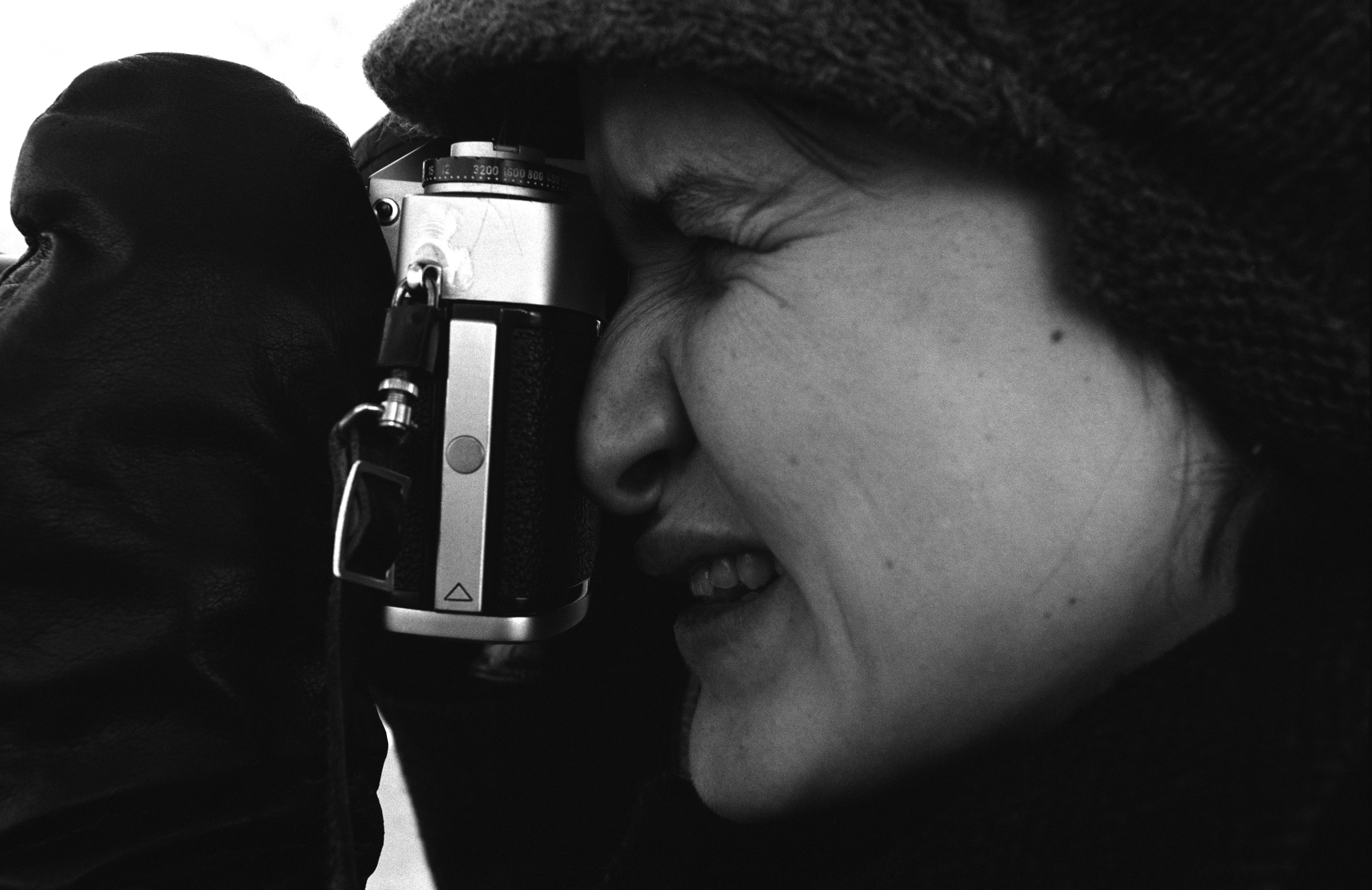
V prosinci se narodila Eeva Rista, finská fotografka

- 10. ledna – François Le Diascorn, francouzský fotograf
- 17. ledna – Philip Plisson, francouzský fotograf, specialista na námořní fotografii
- 2. února – Henze Boekhout, nizozemský umělec a fotograf, užitá fotografie pro architekturu (2. února 1947 – 3. prosince 2024)
- 13. února – Václav Reischl, český fotograf, kameraman, scenárista, režisér, producent a dokumentarista
- 19. února – Paddy Summerfield, britský dokumentární fotograf, snímky o opuštění a ztrátě († 11. dubna 2024)
- 15. března – André Gelpke, německý fotograf
- 17. března – Gerd Ludwig, německý novinářský fotograf
- 29. března – Sarah Charlesworth, americká konceptuální umělkyně a fotografka († 25. června 2013)
- 31. března – Penny Cousineau-Levine, kanadská teoretička fotografie, kurátorka, umělkyně a profesorka
- 12. dubna – Antonín Kratochvíl, český portrétní a reportážní fotograf
- 15. dubna – Jaromír Čejka, český fotograf, na počátku 80. let dvacátého století dokumentoval výstavbu panelového sídliště na Jižním Městě († 15. dubna 2023)
- 29. dubna – Jacob Holdt, dánský fotograf, spisovatel a pedagog
- 30. dubna – Simcha Shirman, izraelský fotograf a pedagog německého původu
- 15. května – Claude Picasso, francouzský fotograf, kameraman, filmový režisér, vizuální umělec, grafik a obchodník, syn Françoise Gilotové a Pabla Picassa († 24. srpna 2023)
- 25. května – Jiří Tiller, český fotograf
- 28. května – Yiorgos Depollas, řecký fotograf
- 30. května – Vitalijus Butyrinas, litevský fotograf († 30. října 2020)
- 9. června – Françoise Demulder, francouzská válečná fotografka († 3. září 2008)
- 12. června – Vojta Dukát, moravský fotograf
- 15. června – John Hoagland, americký fotograf († 1984)
- 17. června – Xavier Armange, francouzský spisovatel, ilustrátor, fotograf a vydavatel
- 27. června – François-Marie Banier (skutečné jméno François-Marie Bányai), francouzský spisovatel a fotograf.
- 20. července – Miloš Schmiedberger mladší, český producent a fotograf
- 23. července – Libor Vojkůvka, český naivní malíř, cestovatel, fotograf
- 29. července – Miroslav Vojtěchovský, český fotograf
- 2. srpna – Marie-Laure de Deckerová, francouzská fotografka, válečné fotografie, zpravodajství o válce ve Vietnamu, konflikty v zemích jako Jemen, Čad a Jižní Afrika, portréty významných francouzských osobností († – 15. července 2023)
- 26. srpna – Obie Oberholzer, jihoafrický fotograf a profesor, vystudoval v Německu, vydává cestovatelské fotoknihy
- 31. srpna – Brian Lanker, americký fotožurnalista († 13. března 2011)
- 5. září – Corky Lee, americký fotožurnalista († 27. ledna 2021)
- 13. září – Jules T. Allen, americký fotograf a profesor umění
- 14. září – Zofia Kuliková, polská sochařka, fotografka a performerka, fotokoláže, problematika moci, totality a genderových vztahů; shromáždila archiv materiálů týkajících se polské neoavantgardy
- 25. září – Paolo Roversi, itlaský fotograf aktivní v Paříži
- 8. října – Stephen Shore, americký reportážní fotograf
- 16. října – Margherita Spiluttini, rakouská fotografka architektury († 3. března 2023)
- 27. října – Nicholas Nixon, americký portrétní fotograf a lektor
- 15. listopadu – Josef Prodělal, český fotograf a grafik působící v Třebíči
- 17. listopadu – Tom Drahoš, český fotograf a kameraman působící ve Francii
- 28. listopadu – Abderrahmane Mostefa, alžírský filmový režisér, dokumentarista, fotograf a novinář († 1. listopadu 2024)
- 15. prosince – Jane Evelyn Atwoodová, americká fotografka aktivní ve Francii
- 16. prosince – Jahangir Razmi, íránský fotograf
- 24. prosince – Eeva Rista, finská fotografka
- 29. prosince – Don Bartletti, americký fotožurnalista
- ? – František Janout, český publicista, cestovatel a fotograf se zaměřením na region jižních Čech a především na šumavské motivy (příroda, krajina)
- ? – Kurt Markus, americký fotograf a filmař († červen 2022)
- ? – Reno Salvail, kanadský umělec, fotograf a autor († 2. června 2023)
- ? – Rjúdži Mijamoto, japonský fotograf známý jako „fotograf ruin“ (Architektonická apokalypsa, Kau-lunské opevněné město, Kartonové domy, KOBE 1995 Po zemětřesení, 3.11 TSUNAMI 2011)
- ? – Hitoši Fugo, japonský fotograf
- ? – Šundži Dodo, japonský fotograf, fotografoval například Kii Peninsula, Osaka, a další objekty
- ? – Hitoši Cukidži, japonský fotograf
- ? – Kanendo Watanabe, japonský fotograf, Cena za fotografii Ihei Kimury
- ? – Jock Sturges, americký fotograf
- ? – Steve Starr, americký fotograf, který získal Pulitzerovu cenu
- ? – Juan Manuel Echavarría, kolumbijský fotograf, malíř a video umělec
- ? – Louise Lawler, americká umělkyně a fotografka
- ? – Bernard Descamps, francouzský fotograf
- ? – Jean Mulatier, francouzský karikaturista a fotograf
- ? – Alain Quemper, francouzský fotograf
- ? – Tony O'Shea, irský fotograf
- ? – Irmeli Jung, finský fotograf
- ? – Sylvain Julienne, francouzský fotograf

## Úmrtí v roce 1947
- 4. února – Louise Engen, norská fotografka, feministka a politička (* 31. května 1873)
- 24. února – René Servant, francouzský fotograf (* 9. června 1883)
- 31. března – Kjo Koike, japonsko-americký básník, lékař a fotograf (* 11. února 1878)
- 4. dubna – Valdemar Mazura, žamberský starosta, fotograf a vydavatel (* 7. září 1880)
- 8. května – Eugène Cattin, švýcarský poštovní doručovatel a fotograf (* 21. ledna 1866)
- 6. června – Jean Pascal Sébah, turecký fotograf (* 28. ledna 1872)
- 24. července – Enok O. Simonnæs, norský fotograf (* 7. listopadu 1856)
- 22. srpna – Jeanie Welfordová, britská fotografka a první členka britského cyklistického klubu, provozovala fotoateliéry v Londýně, Birminghamu a Rottingdeanu (* 8. prosince 1854)
- 4. září – Erwin E. Smith, americký fotograf, dokumentoval život kovbojů na americkém divokém západě (* 22. srpna 1886)
- 11. září – Henri Manuel, francouzský fotograf (* 24. dubna 1874)
- 11. října – Philippe Tassier, francouzský fotograf (* 2. července 1873)
- 22. října – Rudolf Jenatschke, český římskokatolický kněz a amatérský fotograf, krajinářský dokumentátor Ústecka i dalších regionů (* 11. prosince 1879)
- 13. listopadu – Julian Smith, britsko-australský chirurg a fotograf (* 5. prosince 1873)
- 13. prosince – Ole Friele Backer, norský válečný fotograf (* 13. listopadu 1907)
- 20. prosince – Beatrice Hatchová, anglická múza a modelka Charlese Lutwidge Dodgsona, známějšího jako Lewis Carroll (* 24. září 1866[2])